# Daniel Alfaro Paredes
Daniel Alfaro Paredes (21 de marzo de 1978) es un economista peruano. Se desempeñó como Ministro de Educación del Perú durante abril de 2018 y marzo de 2019 en el primer gabinete ministerial del presidente Martín Vizcarra.

## Biografía
Estudió Economía en la Universidad del Pacífico. Siguió una Diplomatura en Marketing en Centrum Católica y un Máster en Marketing en la Escuela de Alta Dirección y Administración-EADA de Barcelona.
De 2008 a 2009 fue secretario técnico del Plan Estratégico Nacional del Turismo, elaborado por el Ministerio de Comercio Exterior y Turismo y luego encargado de Turismo Interno e iperú para Promperú hasta el año 2009.
De octubre de 2009 a noviembre de 2010 fue asesor del Ministerio de la Producción.
A finales de 2010, durante la gestión del ministro Juan Ossio fue nombrado director general de Industrias Culturales y Artes del Ministerio de Cultura, permaneciendo en el cargo hasta agosto de 2011. 
Uno de los ejes de esta Dirección fue la creación del Sistema de Información Cultural y el Atlas de Infraestructura Cultural, ambos desarrollados con el apoyo de la Fundación del BID. De la misma forma,  inició el proyecto Puntos de Cultura para fortalecer la cooperación entre el gobierno y la sociedad, buscando estimular las iniciativas culturales.
En octubre de 2016 fue designado como director general de Educación Técnico-Productiva y Superior Tecnológica y Artística del Ministerio de Educación, cargo en el que estuvo hasta noviembre de 2017.
En el sector privado, se ha desempeñado como consultor en proyectos de estrategia en marketing y cultura.
Ha ejercido la docencia en la Pontificia Universidad Católica del Perú como en la Universidad Peruana de Ciencias Aplicadas.

### Ministro de Educación
El 2 de abril de 2018 juramentó como Ministro de Educación del Perú, en el primer gabinete del presidente Martín Vizcarra Cornejo. Siendo reemplazado en el cargo por la educadora Flor Pablo Medina en marzo de 2019.